# Вест-Сейлем (Іллінойс)
Вест-Сейлем (англ. West Salem) — селище (англ. village) в США, в окрузі Едвардс штату Іллінойс. Населення — 786 осіб (2020).

## Географія
Вест-Сейлем розташований за координатами 38°31′12″ пн. ш. 88°0′33″ зх. д. / 38.52000° пн. ш. 88.00917° зх. д. (38.520096, -88.009300).  За даними Бюро перепису населення США в 2010 році селище мало площу 4,05 км², з яких 4,05 км² — суходіл та 0,00 км² — водойми.

## Демографія
Згідно з переписом 2010 року, у селищі мешкало 897 осіб у 364 домогосподарствах у складі 250 родин. Густота населення становила 222 особи/км².  Було 453 помешкання (112/км²).
Расовий склад населення:
| - 98,3 % — білих - 0,8 % — чорних або афроамериканців - 0,3 % — азіатів |

До двох чи більше рас належало 0,6 %. Частка іспаномовних становила 0,2 % від усіх жителів.
За віковим діапазоном населення розподілялося таким чином: 24,7 % — особи молодші 18 років, 57,1 % — особи у віці 18—64 років, 18,2 % — особи у віці 65 років та старші. Медіана віку мешканця становила 42,0 року. На 100 осіб жіночої статі у селищі припадало 97,6 чоловіків;  на 100 жінок у віці від 18 років та старших — 95,1 чоловіків також старших 18 років.
Середній дохід на одне домашнє господарство  становив 48 636 доларів США (медіана — 43 897), а середній дохід на одну сім'ю — 53 176 доларів (медіана — 46 319). За межею бідності перебувало 15,4 % осіб, у тому числі 17,8 % дітей у віці до 18 років та 11,2 % осіб у віці 65 років та старших.
Цивільне працевлаштоване населення становило 378 осіб. Основні галузі зайнятості: виробництво — 30,2 %, освіта, охорона здоров'я та соціальна допомога — 18,5 %, роздрібна торгівля — 14,6 %.